# سوزن (فیلم ۲۰۱۰)
سوزن (به انگلیسی: Needle) فیلمی محصول سال ۲۰۱۰ و به کارگردانی جان وی سوتو است. در این فیلم بازیگرانی همچون مایکل دورمن، جسیکا ماریس، تاهینا مک‌مانوس، تراویس فیمل، بن مندلسون، تریلبی گلاور، ناتانیل بازولیک، جین بادلر، جان جارت و ماری بارتلت ایفای نقش کرده‌اند.